# محمد فايق
الكاتب محمد فايق، صيدلي، وحاصل على درجة الماجيستير من جامعة كاليفورنيا الجنوبية في علم النفس، وعضو في الجمعية الأمريكية للمعالجين النفسيين.

## سيرة
تخرج محمد فايق في المدرسة الثانوية الحربية ثم التحق بكلية الصيدلة جامعة حلوان عام 1995. وتخرج فيها عام 2000. بعد ذلك قام بأداء الخدمة العسكرية كضابط احتياط في القوات المسلحة المصرية حتى بداية عام 2004.
في بداية عام 2012 بدأ دراسة علم النفس في مدرسة العلوم السلوكية بجامعة كاليفورنيا الجنوبية حتى حصل على درجة الماجستير في علم النفس العام عام 2016.

## مؤلفاته
| عنوان الكتاب | سنة النشر | الناشر                     | عدد الصفحات | التصنيف | ردماك         |
| ------------ | --------- | -------------------------- | ----------- | ------- | ------------- |
| 50 نيورون    | 2016      | ليان للنشر والتوزيع        | 167         | أقصوصة  | -             |
| كشكول شخصيات | 2016      | ليان للنشر والتوزيع        | 110         | أقصوصة  | 9789778000436 |
| سراديب       | 2017      | مؤسسة بداية للنشر والتوزيع | 159         | أقصوصة  | -             |